# حرة البرك
حرة البرك أو حرة كنانة أو حرة بني هلال: هي حرة معظمها مكون من لابة بركانية، وسميت قديما بحرة كنانة أو حرة بني هلال نسبة إلى قبيلتي كنانة وبني هلال التي تعاقبتا على استيطان الحرة حيث استوطنتها قبيلة كنانة في العصر الجاهلي إلى القرن الرابع الهجري ومن ثم سكنتها قبيلة بني هلال.